# ساور
ساوُر (انگلیسی: Saveur) یک مجلهٔ آنلاین خوراک، غذا، شراب و راهنمای سفر است که که مقالاتی در مورد آشپزی و غذاهای مختلف جهان منتشر می‌کند. یکی از بخش‌های مورد توجه و محبوب این مجله «ساوُر ۱۰۰» است؛ فهرستی سالانه از «رستوران‌های محبوب، غذا، نوشیدنی، مردم، مکان‌ها و چیزهای دیگر»